# 2. Liga 2022-2023 (Austria)
La 2. Liga 2022-2023 è la 49ª edizione della seconda divisione del campionato austriaco di calcio e si disputa tra il 22 luglio 2022 e il 4 giugno 2023.

## Novità
Sedici squadre parteciperanno alla stagione 2022-23. L'Admira Wacker M. è stato retrocesso dalla Bundesliga austriaca 2021-22, sostituendo l'Austria Lustenau, campione 2021-22, mentre First Vienna (Regionalliga Ost) e Sturm Graz II (Regionalliga Mitte) sono stati promossi dal terzo livello per sostituire le due squadre retrocesse,Juniors OÖ e Wacker Innsbruck.

## Squadre partecipanti
| Club              | Città                  | Stadio                  |
| ----------------- | ---------------------- | ----------------------- |
| Admira Wacker     | Mödling                | BSFZ-Arena              |
| Austria Vienna II | Vienna                 | Generali arena          |
| Blau-Weiß Linz    | Linz                   | Linzer Stadion          |
| Dornbirn          | Dornbirn               | Birkenwiese             |
| First Vienna      | Vienna                 | Hohe Warte              |
| Floridsdorfer     | Vienna                 | Leopold Stroh           |
| Grazer            | Graz                   | Stadion Graz-Liebenau   |
| Kapfenberger      | Kapfenberg             | Franz Fekete Stadion    |
| Liefering         | Liefering (Salisburgo) | Stadion Wals-Siezenheim |
| Rapid Vienna II   | Vienna                 | Allianz Stadion         |
| SKU Amstetten     | Amstetten              | Ertl Glas Stadion       |
| St. Pölten        | Sankt Pölten           | NV Arena                |
| Sturm Graz II     | Graz                   | Stadion Graz-Liebenau   |
| SV Lafnitz        | Lafnitz                | Sportplatz Lafnitz      |
| SV Horn           | Horn                   | Sportplatz Horn         |
| Vorwärts Steyr    | Steyr                  | Vorwärts Stadion        |

## Stagione regolare

### Classifica finale
Aggiornata al 4 giugno 2023
|  | Pos. | Squadra           | Pt | G  | V  | N | P  | GF | GS | DR  |
|  | ---- | ----------------- | -- | -- | -- | - | -- | -- | -- | --- |
|  | 1.   | Blau-Weiß Linz    | 61 | 30 | 19 | 4 | 7  | 63 | 27 | +36 |
|  | 2.   | Grazer AK         | 60 | 30 | 17 | 9 | 4  | 52 | 29 | +23 |
|  | 3.   | St. Pölten        | 56 | 30 | 17 | 5 | 8  | 46 | 28 | +18 |
|  | 4.   | Horn              | 48 | 30 | 13 | 9 | 8  | 38 | 33 | +5  |
|  | 5.   | Amstetten         | 45 | 30 | 12 | 9 | 9  | 49 | 49 | 0   |
|  | 6.   | Floridsdorfer     | 45 | 30 | 12 | 9 | 9  | 41 | 30 | +11 |
|  | 7.   | First Vienna      | 43 | 30 | 12 | 7 | 11 | 34 | 33 | +1  |
|  | 8.   | Lafnitz           | 41 | 30 | 12 | 5 | 13 | 48 | 46 | +2  |
|  | 9.   | Liefering         | 37 | 30 | 11 | 4 | 15 | 52 | 54 | -2  |
|  | 10.  | Admira Wacker M.  | 36 | 30 | 10 | 6 | 14 | 39 | 42 | -3  |
|  | 11.  | Dornbirn          | 35 | 30 | 10 | 5 | 15 | 43 | 44 | -1  |
|  | 12.  | Kapfenberger      | 34 | 30 | 9  | 7 | 14 | 40 | 56 | -16 |
|  | 13.  | Sturm Graz II     | 34 | 30 | 10 | 4 | 16 | 43 | 56 | -13 |
|  | 14.  | Vorwärts Steyr    | 32 | 30 | 8  | 8 | 14 | 36 | 54 | -18 |
|  | 15.  | Rapid Vienna II   | 30 | 30 | 7  | 9 | 14 | 33 | 55 | -22 |
|  | 16.  | Austria Vienna II | 29 | 30 | 7  | 8 | 15 | 34 | 61 | -27 |

Legenda:
      Promozione in Bundesliga
      Retrocessione in Regionalliga
Regolamento:

Tre punti per la vittoria, uno per il pareggio, zero per la sconfitta.
In caso di arrivo di due o più squadre a pari punti, la graduatoria verrà stilata secondo la classifica avulsa tra le squadre interessate che prevede, in ordine, i seguenti criteri:
- Punti generali
- Differenza reti generale
- Reti realizzate in generale
- Partite vinte in generale
- Partite vinte in trasferta
- Punti negli scontri diretti
- Differenza reti negli scontri diretti
- Differenza reti generale
- Sorteggio

## Classifica marcatori
Aggiornata al 20 maggio 2023 
| Gol |  |  | Giocatore         | Squadra    |
| --- |  |  | ----------------- | ---------- |
| 18  |  |  | Ronivaldo         | BW Linz    |
| 14  |  |  | Stefan Feiertag   | Amstetten  |
| 14  |  |  | Karim Konaté      | Liefering  |
| 12  |  |  | Matthias Seidl    | BW Linz    |
| 12  |  |  | Jurica Poldrugac  | Lafnitz    |
| 11  |  |  | Luis Hartwig      | St.Polten  |
| 11  |  |  | Milan László Toth | Sturm Graz |
| 10  |  |  | Renan             | Dornbirn   |
| 10  |  |  | Fally Mayulu      | BW Linz    |